# Sóc cây

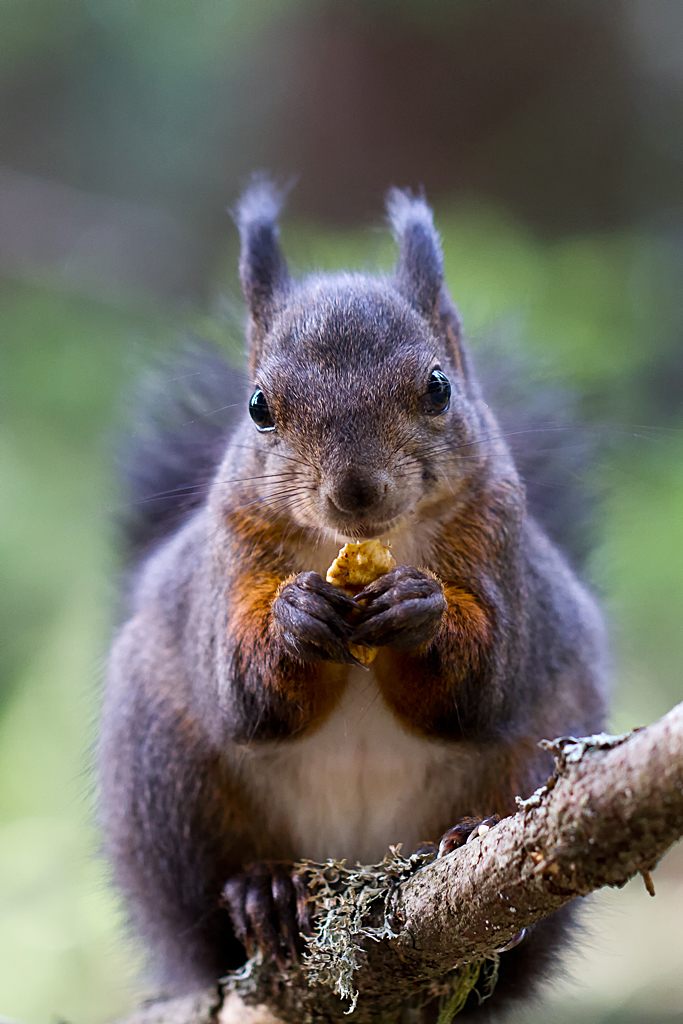
Một con sóc cây

Sóc cây, cũng thường được gọi là sóc là tên gọi chỉ chung cho những loài sóc là thành viên của họ Sóc (Sciuridae) bao gồm hơn một trăm loài chủ yếu là sinh sống ở trên cây, chúng nguồn gốc ở khắp các châu lục, trừ Nam Cực và Úc. Sóc cây thường sống trên cây như tên gọi của chúng 

## Khái yếu

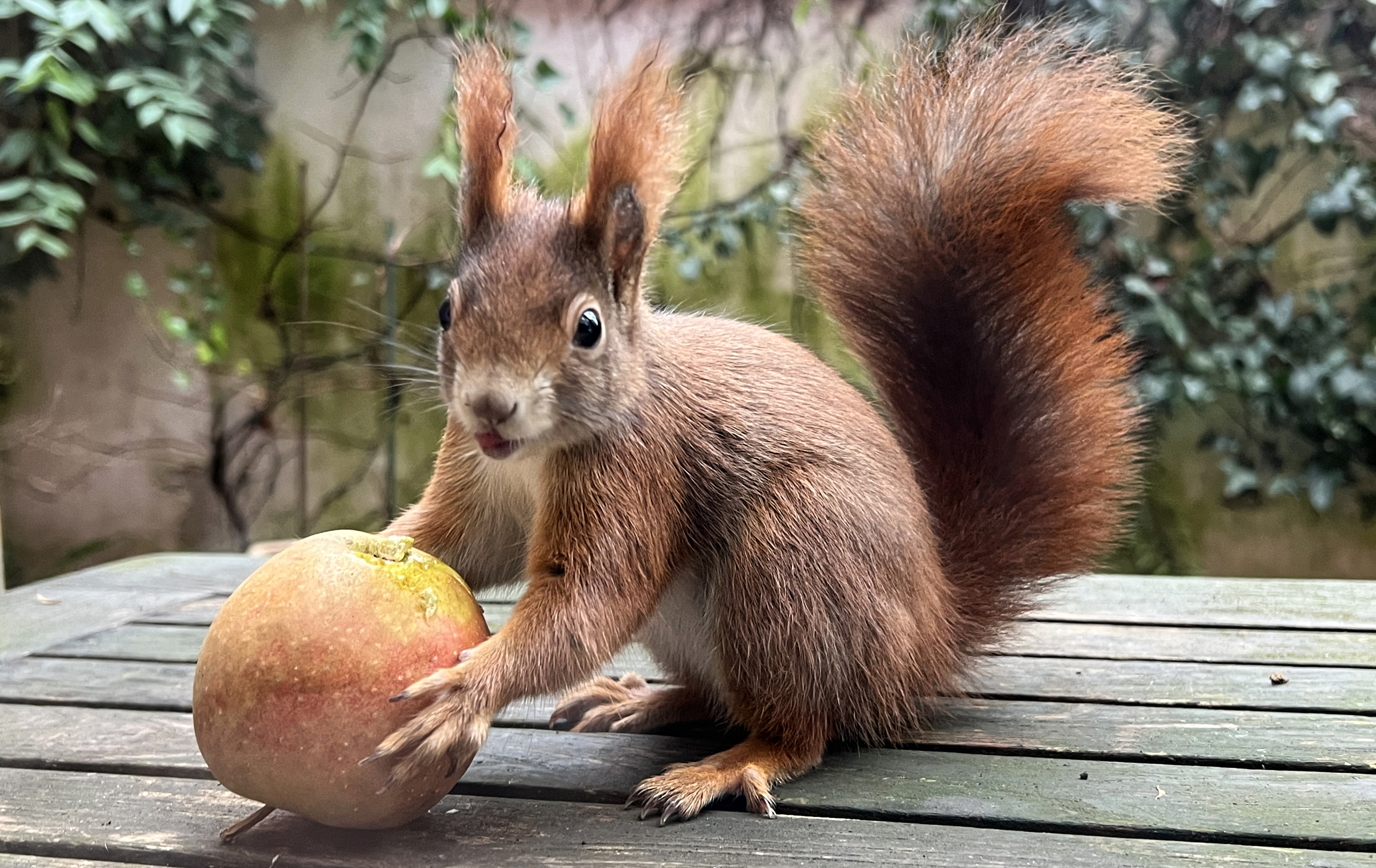
Chú sóc ở Munich Au đang gặm táo Boskoop

Sóc cây không hình thành một phân loại đơn ngành, nhóm duy nhất, nhưng thay vì có liên quan đến các loài động vật khác nhau trong Họ hàng nhà sóc, bao gồm sóc đất, sóc bay, sóc chuột và marmot. Do đó, đặc tính xác định được sử dụng để xác định các loài khác nhau của Sciuridae là sóc cây không phải là quá phụ thuộc vào sinh lý của chúng, nhưng môi trường sống của sóc cây sống chủ yếu giữa các cây, như trái ngược với con sóc khác sống trong hang hốc trong đất hoặc trong hẻm đá.
Các chi nổi tiếng nhất của loài sóc cây là chi sóc, trong đó bao gồm các sóc xám miền Đông Bắc Mỹ (và đã được du nhập trong năm 1876 tới Vương quốc Anh), con sóc đỏ, và con sóc cáo Bắc Mỹ, trong số nhiều loại khác. Vì nhiều loài sóc cây đã dễ dàng thích nghi với môi trường do con người thay đổi (bao gồm các trang trại canh tác và các thành phố đô thị), và bởi vì chúng chủ yếu sống ban ngày (hoạt động vào ban ngày), khi hầu hết mọi người đang ở ngoài trời để thấy, chúng có lẽ là nhất thành viên quen thuộc của họ gặm nhấm với hầu hết con người. Ở một số thành phố lớn, chúng thường là những động vật có vú hoang dã duy nhất mà hầu hết mọi người không bao giờ nhìn thấy.

## Thịt sóc

### TạiMỹ

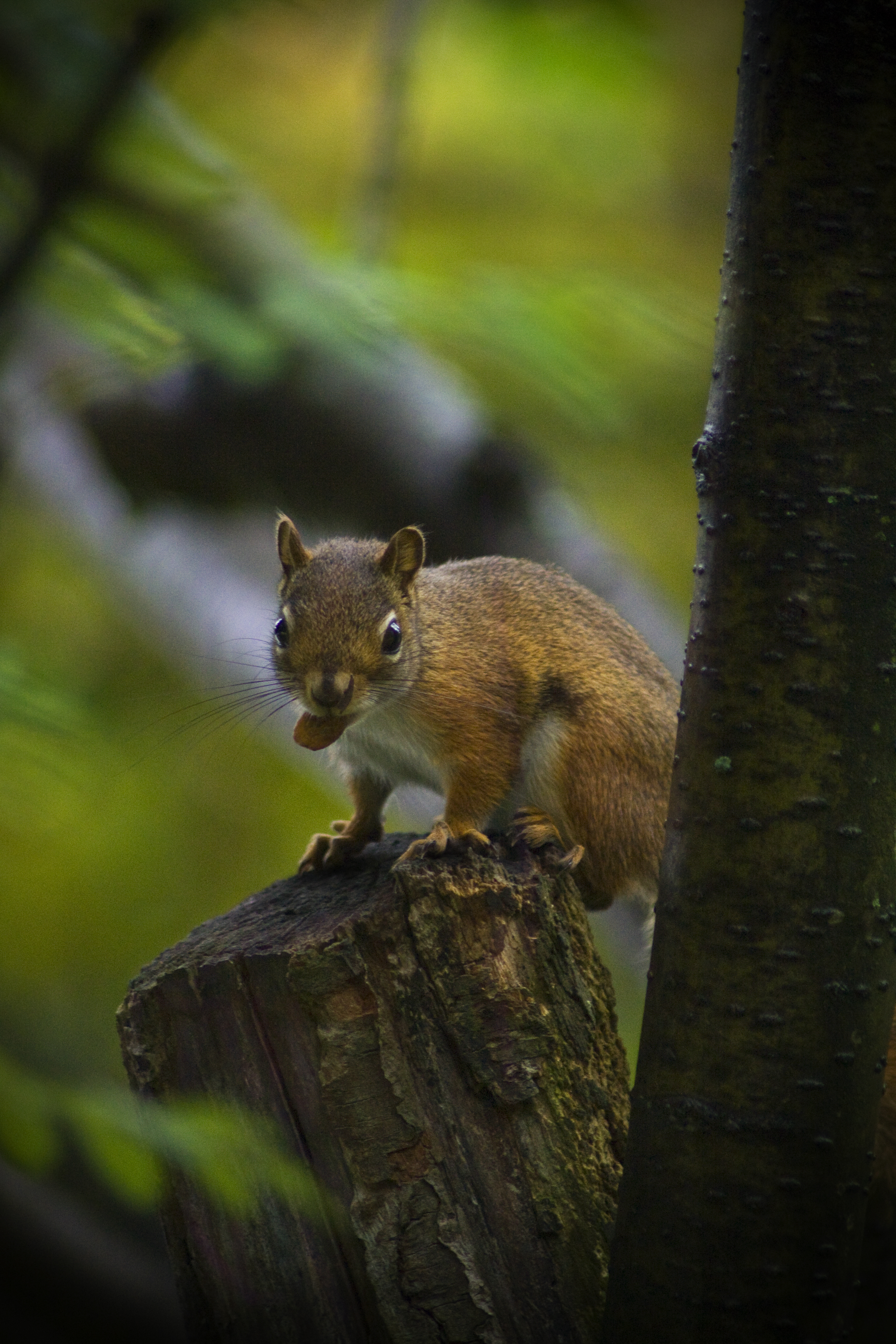
Một con sóc cây non

Thịt sóc được coi là thịt rừng được ưa chuộng ở một số vùng của Hoa Kỳ, nơi nó có thể được liệt kê như là thú săn hoang dã. Điều này được chứng minh bằng một số công thức nấu ăn để chuẩn bị của nó (ví dụ như món hầm Brunswick) được tìm thấy trong sách dạy nấu ăn, bao gồm James Beard của American Cookery và bản sao từ trước năm 1997 của The Joy of Cooking. Thịt sóc cây có thể thay thế cho thịt thỏ hoặc thịt gà trong nhiều công thức nấu ăn, mặc dù nó có thể có một hương vị hắc nếu xử lý không đúng cách. Mặc dù thịt sóc có hàm lượng chất béo thấp, không giống như hầu hết các thịt thú săn nó đã được xác minh bởi Hiệp hội Tim mạch Mỹ là có hàm lượng cholesterol cao.
Trong nhiều món của những con sóc Mỹ vẫn đang săn bắt để ăn, như trong những năm trước đó. Trong cuộc bầu cử Mỹ năm 2008, ứng cử viên tổng thống đảng Cộng hòa và Thống đốc bang Arkansas Mike Huckabee nêu kinh nghiệm của mình ăn sóc trong một cuộc phỏng vấn với Meet the Press neo Tim Russert. Thịt sóc là một thành phần trong công thức ban đầu cho món hầm Brunswick, một món ăn phổ biến ở các vùng khác nhau của miền Nam Hoa Kỳ, những món hầm tương tự khác cũng được dựa trên thịt sóc, bao gồm burgoo và Southern Illinois chowder.

### TạiAnh
Đối với hầu hết lịch sử của Vương quốc Anh, những con sóc đã được coi như một loại thịt thường không ăn, và thậm chí khinh miệt của nhiều người. Nhưng trong những năm đầu thế kỷ 21, những con sóc hoang dã đã trở thành một món thịt phổ biến hơn để nấu ăn, thể hiện trong các nhà hàng và cửa hàng thường xuyên hơn ở Anh như một loại thịt thay thế thời thượng. Cụ thể, công dân Vương quốc Anh đang nấu ăn với những con sóc xám xâm lấn, hiện đang được đánh giá cao về hàm lượng chất béo thấp.
Ngoài ra, tính mới của loại thịt từng coi thường hoặc đặc biệt đã thêm vào sự phổ biến của món thịt sóc. Do việc chế biến và làm sạch rất khó và các yếu tố khác, phần lớn các con sóc được ăn ở Anh được mua từ các thợ săn chuyên nghiệp, thợ đánh bẫy, và những tay săn thú mồi. Một số người Anh tăng cường ăn con sóc xám như một nỗ lực trực tiếp để giúp phục hồi những con sóc đỏ bản địa, mà đã được thu hẹp dần từ việc du nhập vào thế kỷ 19 của sóc xám, kết quả là mất môi trường sống nghiêm trọng cho những con sóc đỏ bản địa. 

### Nguy cơ
Như với loài thú săn hoang dã khác, việc tiêu thụ của con sóc đã được tiếp xúc với nồng độ ô nhiễm cao hoặc chất thải độc hại gây ra nguy cơ sức khỏe cho con người. Năm 2007 trong cộng đồng New Jersey của Ringwood, Vụ New Jersey của Sở Y tế đã ban hành một cảnh báo cho bất cứ ai ăn sóc (đặc biệt là cho trẻ em và phụ nữ mang thai) để hạn chế tiêu thụ sau khi một con sóc nhiễm chì bị ô nhiễm đã được tìm thấy gần bãi rác Ringwood Mines. Chất thải độc hại đã được bán phá giá bất hợp pháp tại vị trí này trong nhiều năm, trước khi chính quyền đàn áp về thực hành này trong năm 1980. Việc săn và ăn uống của con sóc được coi là một trong những truyền thống lâu đời của nhiều người da đỏ bản địa.
Năm 1997, các bác sĩ ở Kentucky đã cảnh báo về mối nguy hiểm có thể từ ăn não sóc, được coi là một món ăn dân gian trong khu vực. Trong phần phía tây của các bang, các bác sĩ phát hiện một tỷ lệ rất cao của bệnh Creutzfeldt-Jakob, một rối loạn hiếm thấy nhưng nghiêm trọng gây mất trí nhớ và cuối chùng là dẫn đến cái chết. Cái gọi là "bệnh sóc điên" có thể khó khăn để phân biệt với các hành vi thông thường của con sóc, nhưng có thể là phổ biến hơn ở những động vật bị chà chết trên đường. Một số người ăn sóc có các nghi lễ đặc biệt để chuẩn bị và ăn não, trong khi những người khác tránh ăn nó hoàn toàn.